# Войцехово (Поморське воєводство)
Войцехово (пол. Wojciechowo, нім. Münsterhof) — село в Польщі, у гміні Вицько Лемборського повіту Поморського воєводства.
Населення — 121 особа (2011).
У 1975-1998 роках село належало до Слупського воєводства.

## Демографія
Демографічна структура станом на 31 березня 2011 року:
|          | Загалом | Допрацездатний вік | Працездатний вік | Постпрацездатний вік |
| -------- | ------- | ------------------ | ---------------- | -------------------- |
| Чоловіки | 59      | 12                 | 43               | 4                    |
| Жінки    | 62      | 16                 | 33               | 13                   |
| Разом    | 121     | 28                 | 76               | 17                   |